# San Pablo de las Salinas
San Pablo de las Salinas est la deuxième plus grande ville appartenant à la municipalité de Tultitlán, dans l'État de Mexico, au Mexique. Sa population est de 189,453 habitants en 2010, soit 36.15% de la population municipale totale. Elle se trouve près de l'extrémité nord du District Fédéral (Distrito Federal), à côté de Fuentes del Valle. C'est la troisième plus grande ville du Mexique qui n'est pas en soi un siège municipal (après Ojo de Agua, et Buenavista, également dans la même municipalité).